# Tadžikistan
Tadžikistan, uradno Republika Tadžikistan (tadžiško Ҷумҳурии Тоҷикистон, Džumhurii Todžikiston) je neobalna država v Srednji Aziji. Dušanbe je glavno in najbolj naseljeno mesto. Tadžikistan na jugu meji na Afganistan, na zahodu na Uzbekistan, na severu na Kirgizistan in na vzhodu na Kitajsko. Od Pakistana ga ločuje afganistanski Vakanski koridor. Ima več kot 10,7 milijona prebivalcev.
Ozemlje je bilo prej dom kulturam neolitika in bronaste dobe, vključno z mestom Sarazm, kasneje pa je bilo dom kraljestvom, ki so jim vladali ljudje različnih veroizpovedi in kultur, vključno z oxsuško civilizacijo, andronovsko kulturo, budizmom, nestorijanskim krščanstvom, hinduizmom, zaratustrstvom, manihejstvom in islamom. Območju so vladali imperiji in dinastije, med njimi Ahemenidsko cesarstvo, Sasanidsko cesarstvo, Heftalitski imperij, Samanidsko cesarstvo in Mongolsko cesarstvo. Po tem, ko sta jima vladala Timuridsko cesarstvo in Buharski kanat, je zacvetela Timuridska renesansa. Regijo je pozneje osvojil Ruski imperij, preden je postala del Sovjetske zveze. Znotraj Sovjetske zveze so bile meje države narisane, ko je bila del Uzbekistana kot avtonomna republika, preden je 5. decembra 1929 postala konstitutivna republika Sovjetske zveze.
9. septembra 1991 se je Tadžikistan razglasil za neodvisno suvereno državo, medtem ko je Sovjetska zveza razpadala. Po osamosvojitvi se je začela državljanska vojna, ki je trajala od maja 1992 do junija 1997. Od konca vojne sta novo vzpostavljena politična stabilnost in tuja pomoč omogočila gospodarsko rast države. Državo od leta 1994 vodi Emomali Rahmon, ki je na čelu avtoritarnega režima in čigar stanje človekovih pravic je kritizirano.
Tadžikistan je predsedniška republika, sestavljena iz štirih regij. Tadžiki predstavljajo etnično večino v državi in njihov nacionalni jezik je tadžiščina. Ruščina se uporablja kot uradni medetnični jezik. Medtem ko je država po ustavi sekularna, se islamske vere nominalno drži 97,5 % prebivalstva. V regiji Gorno-Badahšan obstaja jezikovna raznolikost, kjer se govorijo jeziki rušani, šughni, iškašimi, vakhi in tadžik. Gore pokrivajo več kot 90 % države. Je država v razvoju s prehodnim gospodarstvom, ki je odvisno od nakazil ter od proizvodnje aluminija in bombaža. 
Tadžikistan je članica Združenih narodov, CIS, OVSE, OIC, ECO, SCO, CSTO in partner Nata PzM.

## Zgodovina
Kulture v regiji segajo vsaj v 4. tisočletje pr. n. št., vključno z bronastodobnim arheološkim kompleksom Baktrija-Margiana, andronovskimi kulturami in prourbanim mestom Sarazm, ki je na Unescovem seznamu svetovne dediščine.
Najzgodnejša zabeležena zgodovina regije sega približno v leto 500 pr. n. št., ko je bila večina, če ne ves, Tadžikistan del Ahemenidskega cesarstva. Nekateri avtorji menijo, da so v 7. in 6. stoletju pr. n. št. deli Tadžikistana, vključno z ozemlji v dolini Zeravšan, tvorili del hindujskega plemena Kambojas preden je postalo del Ahemenidskega cesarstva. Po osvojitvi regije s strani Aleksandra Velikega je postala del Grško-Baktrijskega kraljestva, države naslednice Aleksandrovega imperija. Severni Tadžikistan (mesti Khudžand in Pandžakent) je bil del Sogdije, zbirke mestnih držav, ki so jo okoli leta 150 pr. n. št. preplavili Skito-Sibirci in nomadska plemena Jueži. Skozi regijo je potekala svilna pot in po ekspediciji kitajskega raziskovalca Džang Čjana med vladavino Vudija (141 pr. n. št.–87 pr. n. št.) so trgovski odnosi med cesarstvom Han in Sogdijano cveteli. Sogdijci so igrali vlogo pri pospeševanju trgovine in delali v drugih vlogah, kot kmetje, tkalci preprog, izdelovalci stekla in lesorezbarji.
Kušansko cesarstvo, skupek plemen Jueži, je prevzelo nadzor nad regijo v 1. stoletju našega štetja in vladalo do 4. stoletja našega štetja, v katerem so se v regiji izvajali budizem, nestorijansko krščanstvo, zaratustrstvo in manihejstvo. Kasneje se je Heftalitski imperij, skupek nomadskih plemen, preselil v regijo, Arabci pa so v 8. stoletju razširili islam.

### Samanidsko cesarstvo
Samanidsko cesarstvo (819–999), je obnovilo perzijski nadzor nad regijo in povečalo mesti Samarkand in Buhara, ki sta postali kulturni središči Irana; regija je bila znana kot Horasan. Cesarstvo je bilo središče v Horasanu in Transoksaniji; v največji meri zajema današnji Afganistan, dele Irana, Tadžikistana, Turkmenistana, Uzbekistana, Kirgizistana, dele Kazahstana in Pakistana.
Štirje bratje Nuh, Ahmad, Jahja in Iljas so ustanovili samanidsko državo. Vsak od njih je vladal ozemlju pod oblastjo Abasidov. Leta 892 je Ismail Samani (892–907) združil samanidsko državo pod enim vladarjem in s tem končal fevdalni sistem, ki so ga uporabljali Samanidi. Pod njim so Samanidi postali neodvisni od abasidske oblasti.
Karahanidski kanat je osvojil Transoksanijo (ki se je približno ujemala s poznejšim Uzbekistanom, Tadžikistanom, južnim Kirgizistanom in jugozahodnim Kazahstanom) in vladal med letoma 999 in 1211. Njihov prihod v Transoksanijo je nakazal dokončen premik od iranske k turški prevladi v Srednji Aziji in postopoma so se Karahanidi asimilirali v perzo-arabsko muslimansko kulturo v regiji.
V 13. stoletju je mongolsko cesarstvo preplavilo Srednjo Azijo, vdrlo v Horezmsko cesarstvo in oplenilo njegova mesta ter ropalo in pobijalo ljudi. Turško-mongolski osvajalec Timur Lenk je ustanovil Timuridsko cesarstvo in postal prvi vladar timuridske rodbine v in okoli tega, kar je kasneje postalo Tadžikistan in Srednja Azija.

### Buharska vladavina
Kar je pozneje postalo Tadžikistan, je v 16. stoletju padlo pod oblast Buharskega kanata in s propadom cesarstva v 18. stoletju je prišlo pod oblast Buharskega emirata in Kokandskega kanata. Emirat Buhara je ostal nedotaknjen do 20. stoletja.

### Carska Rusija
V 19. stoletju je evropska sila (Ruski imperij) drugič v svetovni zgodovini začela osvajati dele regije. Ruski imperializem je vodil do osvajanja Srednje Azije s strani Ruskega imperija v carskem obdobju 19. stoletja. Med letoma 1864 in 1885 je Rusija postopoma prevzela nadzor nad celotnim ozemljem Turkestana, katerega tadžikistanski del sta nadzorovala emirat Buhara in kanat Kokand. Rusija je bila zainteresirana za pridobitev dostopa do zalog bombaža in je v 1870-ih poskušala preusmeriti gojenje v regiji z žita na bombaž (strategija, ki so jo kasneje kopirali in razširili Sovjeti).
V 19. stoletju so se džadidisti uveljavili kot islamsko družbeno gibanje po vsej regiji. Medtem ko so bili džadidisti naklonjeni modernizaciji in ne nujno proti Rusiji, so Rusi na gibanje gledali kot na grožnjo, ker je bil Ruski imperij pretežno krščanski. Ruske čete so morale vzpostaviti red med vstajami proti Kokandskemu kanatu med letoma 1910 in 1913. Nadaljnje nasilje se je zgodilo julija 1916, ko so demonstranti napadli ruske vojake v Khudžandu zaradi grožnje s prisilnim vpoklicem med prvo svetovno vojno. Medtem ko so ruske čete Khudžand vrnile pod nadzor, so se spopadi nadaljevali vse leto na različnih lokacijah v Tadžikistanu.

### Sovjetsko obdobje
Po ruski revoluciji leta 1917 so gverilci po vsej Srednji Aziji, znani kot basmači, vodili vojno proti boljševiškim vojskam, da bi ohranili neodvisnost. Boljševiki so zmagali po štiriletni vojni, v kateri so bile požgane mošeje in vasi, prebivalstvo pa zatrto.
Med letoma 1928 in 1941 so sovjetske oblasti začele protiversko kampanjo sekularizacije. Krščanstvo, islam ali judovstvo je bilo odvračano in zatirano; zaradi sovjetske protiverske zakonodaje je bilo zaprtih več cerkva, mošej in sinagog. Kot posledica konflikta in sovjetske kmetijske politike je Srednja Azija, vključno s Tadžikistanom, doživela lakoto, ki je zahtevala življenja.
Leta 1924 je bila ustanovljena Tadžikistanska avtonomna sovjetska socialistična republika kot del Uzbekistana, leta 1929 pa je bila Tadžikistanska sovjetska socialistična republika (Tadžikistanska SSR, Таджикская ССР) ločena konstitutivna republika; pretežno etnično tadžiški mesti Samarkand in Buhara sta ostali v Uzbekistanski SSR. Med letoma 1927 in 1934 je prišlo do kolektivizacije kmetijstva in širitve proizvodnje bombaža, zlasti v južni regiji. Sovjetska politika kolektivizacije je prinesla nasilje nad kmeti, razvrščenimi kot protisovjetske kategorije 'sovražnikov ljudstva', prisilna preselitev pa je potekala po vsem Tadžikistanu. Posledično so se nekateri kmetje borili proti kolektivizaciji in oživili gibanje basmači. V tem času je prišlo do določenega industrijskega razvoja skupaj s širitvijo namakalne infrastrukture.
Dva kroga Stalinovih čistk (1927–1934 in 1937–1938) sta povzročila izgon skoraj 10.000 ljudi iz vseh ravni Komunistične partije Tadžikistana. Etnični Rusi so bili poslani namesto tistih, ki so bili izgnani, in nato so Rusi prevladovali na strankarskih položajih na vseh ravneh, vključno z najvišjim položajem prvega sekretarja. Med letoma 1926 in 1959 je delež Rusov med prebivalci Tadžikistana narasel z manj kot 1 % na 13 %. Bobojon Ghafurov, prvi sekretar Komunistične partije Tadžikistana od 1946 do 1956, je bil edini tadžikistanski politik, ki je bil pomemben zunaj republike v času Sovjetske zveze.
Tadžike so leta 1939 začeli vpoklicati v Rdečo armado in med drugo svetovno vojno se je okoli 260.000 državljanov Tadžikistana borilo proti nacistični Nemčiji, Finski in Japonskemu cesarstvu. Med drugo svetovno vojno je bilo ubitih med 60.000 (4 %) in 120.000 (8 %) od 1.530.000 državljanov Tadžikistana.
Po vojni in koncu Stalinove vladavine so se začeli poskusi nadaljnje širitve kmetijstva in industrije Tadžikistana. Med letoma 1957–58 je kampanja Nikite Hruščova o deviških deželah usmerila pozornost na Tadžikistan, kjer so življenjski pogoji, izobrazba in industrija zaostajali za drugimi sovjetskimi republikami. V 1980-ih je imel Tadžikistan najnižjo stopnjo varčevanja gospodinjstev v ZSSR, najnižji odstotek gospodinjstev v dveh najvišjih dohodkovnih skupinah na prebivalca in najnižjo stopnjo univerzitetnih diplomantov na 1000 ljudi.
Do 1980-ih so tadžikistanski nacionalisti pozivali k povečanju pravic. Do resničnih nemirov v republiki je prišlo šele leta 1990. Naslednje leto je Sovjetska zveza razpadla in Tadžikistan je svojo neodvisnost razglasil 9. septembra 1991, dan, ki se praznuje kot dan neodvisnosti države.

### Neodvisnost
Februarja 1990 so se zaradi težkega socialno-ekonomskega položaja, pomanjkanja stanovanj in brezposelnosti mladih začeli nemiri in stavke v Dušanbeju in drugih mestih. Nacionalistična in demokratična opozicija ter osamosvojitelji so se pridružili stavki in zahtevali samostojnost republike in demokratične reforme. Islamisti so začeli s stavkami zahtevati spoštovanje njihovih pravic in neodvisnosti. Sovjetsko vodstvo je v Dušanbe uvedlo notranje čete, da bi odpravilo nemire.
Po osamosvojitvi je država padla v državljansko vojno med frakcijami, ki so bile lojalne klanom. Regionalne skupine iz regij Gharm in Gorno-Badahšan v Tadžikistanu. pod vodstvom kombinacije liberalnih demokratičnih reformatorjev in islamistov, ki so sčasoma postali Združena tadžikistanska opozicija, so se uprli novo oblikovani vladi predsednika Rahmona Nabijeva, v kateri so prevladovali ljudje iz regij Khudžand in Kulob.
Vojna je trajala do leta 1997. Več kot 500.000 prebivalcev je v tem času zbežalo zaradi preganjanja in vse večje revščine ter iskalo boljše gospodarske priložnosti na Zahodu ali v drugih nekdanjih sovjetskih republikah. Ocenjeno število mrtvih je bilo več kot 100.000. Okoli 1,2 milijona ljudi je bilo beguncev znotraj in zunaj države.
Emomali Rahmon je prišel na oblast v zgodnjem delu tega konflikta leta 1992, potem ko je bil Nabijev 7. septembra 1992 pod strelom orožja prisiljen odstopiti s položaja. Rahmon je na novembrskih predsedniških volitvah premagal nekdanjega premierja Abdumalika Abdullajanova z 58 % glasov.
Leta 1997 je bilo pod vodstvom Gerda D. Merrema,] posebnega predstavnika generalnega sekretarja doseženo premirje med Rahmonom in opozicijskimi strankami, kar je bilo pohvaljeno kot uspešna pobuda Združenih narodov za ohranjanje miru. Prekinitev ognja je zagotovila, da bo 30 % ministrskih položajev pripadlo opoziciji. Volitve so bile leta 1999 in so jih opozicijske stranke in tuji opazovalci kritizirali kot nepoštene; Rahmon je bil ponovno izvoljen z 98 % glasov. Na volitvah leta 2006 je znova zmagal Rahmon (z 79% glasov) in začel svoj tretji mandat. Opozicijske stranke so bojkotirale volitve leta 2006 in Organizacija za varnost in sodelovanje v Evropi (OVSE) jih je kritizirala, medtem ko so opazovalci iz Skupnosti neodvisnih držav trdili, da so bile volitve zakonite in transparentne.
Rahmonova administracija je bila oktobra 2010 deležna dodatnih kritik OVSE zaradi cenzure in zatiranja medijev. OVSE je trdil, da je tadžikistanska vlada cenzurirala tadžikistanska in tuja spletna mesta ter uvedla davčne inšpekcije v neodvisnih tiskarnah, kar je vodilo do prenehanja tiskarskih dejavnosti za številne neodvisne časopise.
Ruske obmejne enote so bile nameščene vzdolž tadžikistansko-afganistanske meje do poletja 2005. Od napadov 11. septembra 2001 so bile francoske enote nameščene na letališču Dušanbe v podporo zračnim operacijam Natovih mednarodnih sil za varnostno pomoč v Afganistanu. Osebje vojske Združenih držav in mornariškega korpusa redno obiskuje Tadžikistan, da izvede skupne misije usposabljanja, ki trajajo do nekaj tednov. Indijska vlada je obnovila letalsko bazo Ayni, vojaško letališče, ki je 15 km jugozahodno od Dušanbeja, po ceni 70 milijonov dolarjev, popravilo pa je zaključilo septembra 2010. Je glavno oporišče tadžikistanskih zračnih sil. Z Rusijo so potekali pogovori o uporabi objekta Ayni in Rusija še naprej vzdržuje bazo na obrobju Dušanbeja.
Leta 2010 so bili med tadžikistanskimi uradniki zaskrbljeni, da islamski militarizem na vzhodu države narašča po pobegu 25 militantov iz tadžikistanskega zapora avgusta, zasedi, ki je septembra ubila 28 tadžikistanskih vojakov v dolini Rašt in še eni zasedi v dolini oktobra, ki je ubila 30 vojakov, čemur so sledili boji zunaj Gharma, v katerih so umrli trije militanti. Ministrstvo za notranje zadeve države je vztrajalo, da ima osrednja vlada popoln nadzor nad vzhodom države, vojaška operacija v dolini Rašt pa je bila zaključena novembra 2010.
Boji so ponovno izbruhnili, tokrat v in okoli Gorno-Badahšan, julija 2012. Leta 2015 je Rusija v Tadžikistan poslala več vojakov.
Maja 2015 je nacionalna varnost Tadžikistana doživela neuspeh, ko je polkovnik Gulmurod Khalimov, poveljnik policijske enote za posebne namene (OMON) ministrstva za notranje zadeve, prebegnil k Islamski državi. Khalimov je bil domnevno ubit 8. septembra 2017 med ruskim zračnim napadom blizu Deir ez-Zorja v Siriji, čeprav tadžikistanske oblasti izražajo dvome, da je umrl.
Leta 2021, po padcu Kabula, se je Tadžikistan domnevno vpletel v spopad v Pandžširju proti talibanom na strani Nacionalne odporniške fronte Afganistana.
Septembra 2022 so oboroženi spopadi, vključno z uporabo topništva, izbruhnili vzdolž večjega dela meje med Kirgizistanom in Tadžikistanom.

## Geografija
Tadžikistan nima izhoda na morje in je po površini najmanjša država v Srednji Aziji. Leži večinoma med zemljepisnima širinama 36° in 41° S ter zemljepisnima dolžinama 67° in 75° V. Pokrivajo ga gore Pamirja, večina države pa je nad 3000 metri nad morsko gladino. Območja nižjega ozemlja so na severu (del Ferganske doline), na jugu pa v dolinah rek Kofarnihon in Vakhš, ki tvorita Amu Darjo. Dušanbe je na južnih pobočjih nad dolino Kofarnihon.
Reki Amu Darja in Pandž označujeta mejo z Afganistanom, ledeniki v gorah Tadžikistana pa so vir odtoka za Aralsko jezero. V Tadžikistanu je več kot 900 rek, ki so daljše od 10 kilometrov.
Najvišji vrhovi so vsi v Pamirju, med njimi:
- Vrh Ismoil Somoni 7495 m, severozahodni rob Gorno-Badahšan (GBAO), južno od kirgiške meje
- Pik Lenin ali vrh Ibn Sina 7134 m, severna meja v pogorju Trans-Alaj, severovzhodno od vrha Ismoil Somoni
- Vrh Ozodi (do 2020 Pik Korženjevskoj) 7105 m, severno od vrha Ismoil Somoni, na južnem bregu reke Muksu
- Vrh neodvisnosti (vrh revolucije) 6974 m, Osrednji Gorno-Badahšan, jugovzhodno od vrha Ismoil Somoni

### Upravna delitev
Tadžikistan je sestavljen iz štirih upravnih enot. To sta regiji (vilojat) Sughd in Khatlon, avtonomna regija Gorno-Badahšan (skrajšano GBAO) in regije republikanske podrejenosti (RRP – Raiony Respublikanskogo Podchineniya v transkripciji iz ruščine ali NTJ – Ноҳияҳои тобеи ҷумҳурӣ [Nohiyahoi tobei jumhurii] v tadžikistanščini). Vsaka regija je razdeljena na okrožja (tadžiško: Ноҳия, nohiya ali raion), ki so nato razdeljena na džamoate (samoupravne enote na ravni vasi) in nato na vasi (qyshloqs). Leta 2006 je bilo v Tadžikistanu 58 okrožij in 367 džamoatov.
| Regija                               | ISO 3166-2 | Map No | Sedež   | Površina (km2) | Štev. prebivalcev. (2019) |
| ------------------------------------ | ---------- | ------ | ------- | -------------- | ------------------------- |
| Sugd                                 | TJ-SU      | 1      | Hudžand | 25.400         | 2.658.400                 |
| območje neposredne republiške uprave | TJ-RR      | 2      | Dušanbe | 28.600         | 2.122.000                 |
| Hatlon                               | TJ-KT      | 3      | Bohtar  | 24.800         | 3.274.900                 |
| Avtonomna regija Gorno-Badahšan      | TJ-GB      | 4      | Horug   | 64.200         | 226.900                   |
| Dušanbe (glavno mesto)               |            |        | Dušanbe | 124,6          | 846.400                   |

### Mesta
Leta 2023 je 28 odstotkov prebivalcev Tadžikistana živelo v mestih. Šest največjih mest (2016):
- Dušanbe 1.201.800 prebivalcev
- Hudžand 175.400 prebivalcev
- Bohtar 105.400 prebivalcev
- Kulob (rusko Kuljab) 102.400 preb
- Istaravšan (rusko Ura-Tjube) 61.200 preb
- Tursunzoda 52.800 prebivalcev

## Demografija

### Etnične skupine
Velika večina prebivalcev pripada Tadžikom. Največje manjšine so uzbeška, jagnobi in ruska. 

### Vera
- islam (96,69 %)
  -  sunitizem (92,83 %)
  -  šiitizem (3,86 %)
- krščanstvo (1,6 %)
- ateizem/agnosticizem (1,5 %)
- drugo (0,2 %)

### Jeziki
Uradni jezik je tadžiščina, indoevropski jezik iranske skupine; dejansko je to različno ime za isti jezik, kot ga govorijo v Iranu (farsi) in Afganistanu (dari), čeprav za razliko od njiju uporablja cirilico. Ruščina je po ustavi uradni jezik medetničnega sporazumevanja.

## Gospodarstvo
Bruto domači proizvod (BDP) za leto 2017 je ocenjen na 7,3 milijarde dolarjev. Po pariteti kupne moči je BDP 28,4 milijarde dolarjev ali 3200 dolarjev na prebivalca. Zaradi tega je Tadžikistan ena najrevnejših držav na svetu in najrevnejša med nekdanjimi sovjetskimi republikami. Gospodarski razvoj otežuje dejstvo, da je Tadžikistan neobalna država v razvoju (brez dostopa do morja). Deleža industrije v BDP in zaposlenosti sta v 2016 znašala 15,1 % oziroma 10,6 %, storitvenega sektorja pa 64,2 % oziroma 46,4 %.
Glavni gospodarski sektorji države so rudarstvo, predelava kovin in kmetijstvo. Tadžikistansko gospodarstvo je močno odvisno od nakazil približno 1,3 milijona tujih Tadžikov, ki živijo in delajo v Rusiji kot gostujoči delavci. Po podatkih Svetovne banke naj bi njihova nakazila predstavljala tretjino gospodarske proizvodnje ali bruto domačega proizvoda Tadžikistana. S tujimi nakazili lahko Tadžikistan delno izravna svoj visok trgovinski primanjkljaj.
Po poročilu Svetovne banke Doing Business za leto 2020 je Tadžikistan uvrščen na 106. mesto.
Promet poteka predvsem po slabo razvitem cestnem omrežju, ki je dolgo približno 28.000 kilometrov. Pamirska cesta je edina sodobna cesta v državi. Prečka državo od zahoda proti vzhodu ali severu in je edina povezovalna cesta skozi vzhodno tadžikistansko regijo gore Badahšan. Iz Khorugha je po cesti povezava s kirgiškim mestom Oš.